# Тайгу
Тайгу́ (кит. упр. 太谷, пиньинь Tàigǔ) — городской уезд городского округа Цзиньчжун провинции Шаньси (КНР).

## История
При империи Западная Хань здесь был создан уезд Янъи (阳邑县). Во времена диктатуры Ван Мана он был переименован в Фаньжан (繁攘县), но при империи Цзинь ему было возвращено название Янъи. При империи Северная Вэй в 448 году уезд был расформирован, но в 501 году воссоздан. При империи Суй в 598 году уезд был переименован в Тайгу.
В 1949 году был образован Специальный район Юйцы (榆次专区), и уезд вошёл в его состав. В 1958 году Специальный район Юйцы был переименован в Специальный район Цзиньчжун (晋中专区); при этом к уезду Тайгу был присоединён уезд Цисянь. В 1961 году уезд Цисянь был воссоздан, и уезд Тайгу вернулся к прежним границам.
В 1970 году Специальный район Цзиньчжун был переименован в Округ Цзиньчжун (晋中地区).
В 1999 году постановлением Госсовета КНР были расформированы округ Цзиньчжун и город Юйцы, и образован городской округ Цзиньчжун.
Постановлением Госсовета КНР от 6 ноября 2019 года уезд Тайгу был преобразован в городской уезд.

## Административное деление
Городской уезд делится на 3 посёлка и 6 волостей.

## Экономика
В уезде расположен завод космического оборудования 5-го НПО China Aerospace Science and Technology Corporation.